# 帕努瓦·普利马尼楠
帕努瓦·普利马尼楠（1995年9月17日—），昵称Ice，泰国男演员兼模特，以学士的身份毕业于泰国斯巴顿私立大学传播艺术学院广告学。代表作有《社交心慌慌》、《不解之缘》等。现为泰国第3电视台旗下艺人及Chandelier Music旗下乐队「THE FINS」的贝斯手。

## 早年经历
16岁的帕努瓦因为家里经济不好，筹集资金帮助减轻父母的负担，而开始萌生进入娱乐圈的念头。由于长得比同龄人高出许多，朋友经常劝说其参加选角试镜。后来，他想尽办法进入娱乐圈。当时我在谷歌上搜索一名模特时，发现了泰国第3电视台旗下，吉拉宇·唐思苏克的经理人Pik Chanchalad的电子邮件，所以他决定向其发送履历。第二天，Pik的团队已经主动联系他并来到曼谷进行选角。

## 影视作品

### 电视剧
| 年份   | 剧名                     | 角色                           | 播放平台      | 备注       |
| ------ | ------------------------ | ------------------------------ | ------------- | ---------- |
| 2018年 | 《社交心慌慌》           | Q                              | 泰国第3电视台 | 单元男主角 |
| 2020年 | 《不解之缘》             | Kantaphon Samakkhetkorn（Kan） | 泰国第3电视台 | 男主角     |
| 2022年 | 《保卫国土2022》         | Mintada                        | 泰国第3电视台 | 男主角     |
| 2022年 | 《嘿，我爱你》           |                                | 泰国第3电视台 | 男配角     |
| 2023年 | 《男妓》                 | Naphong                        | 泰国第3电视台 | 男主角     |
| 待公布 | 《Payak Raai Sorn Laai》 |                                | 泰国第3电视台 | 男主角     |